# Aphanius
Aphanius là một chi trong họ cá chép răng, không giống như họ của chúng phân bố ở Mỹ thì Aphanius là loài bản địa của Bắc Mỹ, Tây Nam Á và vùng Ấn Độ.

## Species
Hiện hành có 32 loài được ghi nhận trong chi này
- Aphanius almiriensis Kottelat, Barbieri & Stoumboudi, 2007
- Aphanius anatoliae (Leidenfrost, 1912)
- Aphanius apodus (Gervais, 1853)
- Aphanius arakensis Teimori, Esmaeili, Gholami, Zarei & Reichenbacher (de), 2012[5]
- Aphanius asquamatus (Sözer, 1942)
- Aphanius baeticus Doadrio, Carmona & Fernández-Delgado, 2002
- Aphanius burduricus (Ermin, 1946)
- Aphanius chantrei (Gaillard, 1895)
- Aphanius danfordii (Boulenger, 1890)
- Aphanius darabensis Esmaeili, Teimori, Gholami & Reichenbacher (de), 2014[4]
- Aphanius dispar (Rüppell, 1829)
  - Aphanius dispar dispar (Rüppell, 1829)
  - Aphanius dispar richardsoni (Boulenger, 1907)
- Aphanius farsicus Teimori, Esmaeili & Reichenbacher (de), 2011
- Aphanius fasciatus (Valenciennes, 1821)
- Aphanius furcatus Teimori, Esmaeili, Erpenbeck & Reichenbacher (de), (in press)[3]
- Aphanius ginaonis (Holly, 1929)
- Aphanius iberus (Valenciennes, 1846)
- Aphanius isfahanensis Hrbek, Keivany & Coad, 2006
- Aphanius kavirensis Esmaeili, Teimori, Gholami & Reichenbacher (de), 2014[4]
- Aphanius mento (Heckel, 1843)
- Aphanius mesopotamicus Coad, 2009
- Aphanius pluristriatus (J. T. Jenkins, 1910)
- Aphanius punctatus (Heckel, 1847)
- Aphanius saourensis Blanco, Hrbek & Doadrio, 2006
- Aphanius shirini Gholami, Esmaeili, Erpenbeck & Reichenbacher (de), 2014[2]
- Aphanius sirhani Villwock, Scholl & Krupp, 1983
- Aphanius sophiae (Heckel, 1847)
- Aphanius splendens (Kosswig & Sözer, 1945)
- Aphanius stiassnyae (Getahun & Lazara, 2001)
- Aphanius sureyanus (Neu, 1937)
- Aphanius transgrediens (Ermin, 1946)
- Aphanius villwocki Hrbek & Wildekamp, 2003
- Aphanius vladykovi Coad, 1988